# Pott-Broche-Verfahren
Das Pott-Broche-Verfahren ist ein im Jahr 1927 von Alfred Pott und Hans Broche entwickeltes carbochemisches Verfahren zur Umwandlung fester Kohle in flüssige Brennstoffe wie Benzin, Diesel, Heizöl. Es beruht im Wesentlichen auf dem Bergius-Pier-Verfahren. Trotz ausgebliebener Kommerzialisierung stellt das Pott-Broche-Verfahren eine Grundlage für nachfolgende Entwicklungen in der Kohleverflüssigung dar.

## Prozesse
Das im Jahr 1927 entwickelte Pott-Broche-Verfahren ist eine Variation des Bergius-Pier-Verfahrens. Konkret basiert das Verfahren auf der Extraktion von gemahlener Kohle mit einem wasserstoffübertragenden Lösungsmittel unter hohen Temperaturen (400 °C) und Drücken (100 bar). Dabei finden mehrere Prozesse parallel statt. Primär kommt es bei den hohen Temperaturen zu Pyrolysereaktionen der Kohlematrix. Die dabei gebildeten reaktiven Intermediate werden dann durch Wasserstoffübertragung vom eingesetzten Lösungsmittel abgesättigt, wodurch eine Koksbildung vermindert wird.
Als Lösungsmittel verwendeten Pott und Broche Tetrahydronaphthalin-Kresol-Gemische. Tetrahydronaphthalin (kurz Tetralin) hat als teilhydrierter Aromat die Eigenschaft durch Wasserstoffübertragung leicht in die thermodynamisch stabilere, aromatische Verbindung Naphthalin überzugehen. Diese kann durch Hydrierung an einem heterogenen Katalysator wieder zurück zu Tetralin umgesetzt und dieses dann erneut als Extraktionsmittel verwendet werden. Die Gewinnung des Extrakts erfolgt schließlich durch destillative Abtrennung des Lösungsmittels.
Auf Basis des Pott-Broche-Verfahrens wurden insbesondere in den 1970er und 1980er Jahren weitere Prozesse für die Kohleverflüssigung wie das SRC-Verfahren (Solvent Refined Coal) und das EDS-Verfahren (Exxon-Donor-Solvent) entwickelt. Beim SRC-Verfahren erfolgt das Lösen der Kohlebestandteile unter Wasserstoffatmosphäre (100 bar) in einem Teeröldestillat. Ungelöste Kohlebestandteile werden durch Filter abgeschieden und das Lösungsmittel durch destillative Aufbereitung des Extrakts zurückgewonnen. Bei diesem Verfahren ergeben sich Produktausbeuten von bis zu 90 Ma%.
Im EDS-Verfahren findet die Umsetzung der Kohle bei ca. 450 °C und 140 bar unter Wasserstoffatmosphäre mit einem prozessintern gewonnenen, wasserstoffübertragenden Lösungsmittel (Mitteldestillat) statt. Das Lösungsmittel wird abgetrennt, katalytisch hydriert (360 bis 450 °C, 20 bar) und bei der Herstellung des Kohleschlamms wiederverwendet. Die Produktausbeute bei Kohlenwasserstoffen oder Vakuumgasöl beträgt beispielsweise beim Einsatz von Braunkohle (Texas Big Brown) fast 50 Ma% bezogen auf das wasser- und aschefreie Edukt.
Das Pott-Broche-Verfahren und die darauf weiterentwickelten Verfahren besitzen alle den Nachteil, dass der Aufwand für die Abtrennung und Aufarbeitung des wasserstoffübertragenden Lösungsmittels sehr hoch ist. Insofern gilt das Verfahren als ineffizient und konnte wirtschaftlich bisher nicht mit billigem Rohöl konkurrieren. Es legte jedoch neben dem Bergius-Pier-Verfahren eine Grundlage für die direkte Kohleumwandlungstechnologie.

## Geschichte
Das Pott-Broche-Verfahren beruhte ausschließlich auf den Hydrierpatenten von Friedrich Bergius. Es wurde 1927 in den Laboren der Gewerkschaft Mathias Stinnes in Mülheim an der Ruhr von den beiden Chemikern Alfred Pott und Hans Broche entwickelt. Die Beweggründe zur Forschung sind in der Konkurrenz der Ruhrindustriellen zur IG Farben zu finden. So glaubten die unternehmensübergreifenden Vertreter der 1926 gegründeten Vestag und der AG für Kohleverwertung (Ruhrgas AG), zu denen insbesondere die Unternehmerdynastien Thyssen und Stinnes gehörten, mit einem eigenen Verfahren zur neuartigen Gewinnung flüssiger Kohlenwasserstoffe die IG-Patente umgehen zu können.
Parallel förderte die Gruppe um Albert Vögler, eine der einflussreichsten damaligen Persönlichkeiten im Ruhrgebiet und ehemals rechte Hand von Hugo Stinnes, die Fischer-Tropsch-Synthese, ein weiteres Kohleverflüssigungsverfahren das ebenfalls in Konkurrenz zum Bergius-Pier-Verfahren der IG Farben entwickelt wurde. An die Rentabilität von Verfahrenskombinationen glaubte besonders Alfred Pott, der seit 1917 alleinverantwortlicher Direktor der Kokereibetriebe und Zechenlaboratorien des Stinnes-Konzerns war. Zusammen mit seinem Forschungsleiter Hans Broche entwickelte Pott ein Kohlenextraktionsverfahren, das aufbauend auf dem Bergius-Pier-Hydrierverfahren höhere Ausbeuten liefern und in der Fachliteratur als Pott-Broche-Verfahren bekannt werden sollte.
Aufgrund positiv bewerteter Laborergebnisse und der vom Staat im Rahmen der damaligen Autarkiebestrebungen garantierten Benzinpreise nahm die Gewerkschaft Mathias Stinnes im Sommer 1935 eine Versuchsanlage mit einer Tagesleistung von einer Tonne Steinkohlenextrakt in Betrieb. Ein Jahr später wurde mit dem Bau einer Großversuchsanlage in Welheim bei Bottrop begonnen und dafür die Ruhröl GmbH gegründet. Die Anlage ging Ende 1937 in Produktion als erstes Hydrierwerk, das Steinkohle bei 700 bar zu synthetischen Kraftstoffen verflüssigte. Die Anlage musste zunächst mit Teerpech und Teerölen betrieben werden, bevor 1938 die vorgeschaltete Pott-Broche-Anlage zur Kohlenextraktion anlief.
Mit einem angestrebten Durchsatz von jährlich 26.000 Tonnen blieb die Anlage bis 1944 in Betrieb. Die Kombination von Druckextraktion und anschließender Hydrierung blieb jedoch unwirtschaftlich, weshalb der Bau weiterer industrieller Großanlagen nie über das Planungsstadium hinauskam.